# 554 Peraga
554 Peraga
554 Peraga là một tiểu hành tinh ở vành đai chính. Nó được Paul Götz phát hiện ngày 8.01.1905 ở Heidelberg và được đặt theo tên Peraga, (Ý), nơi có biệt thự thôn quê của các người thân thuộc của người tính toán quỹ đạo của tiểu hành tinh này.